# Mooste (ancienne commune)
Cet article concerne l'ancienne commune. Pour le village, voir Mooste.

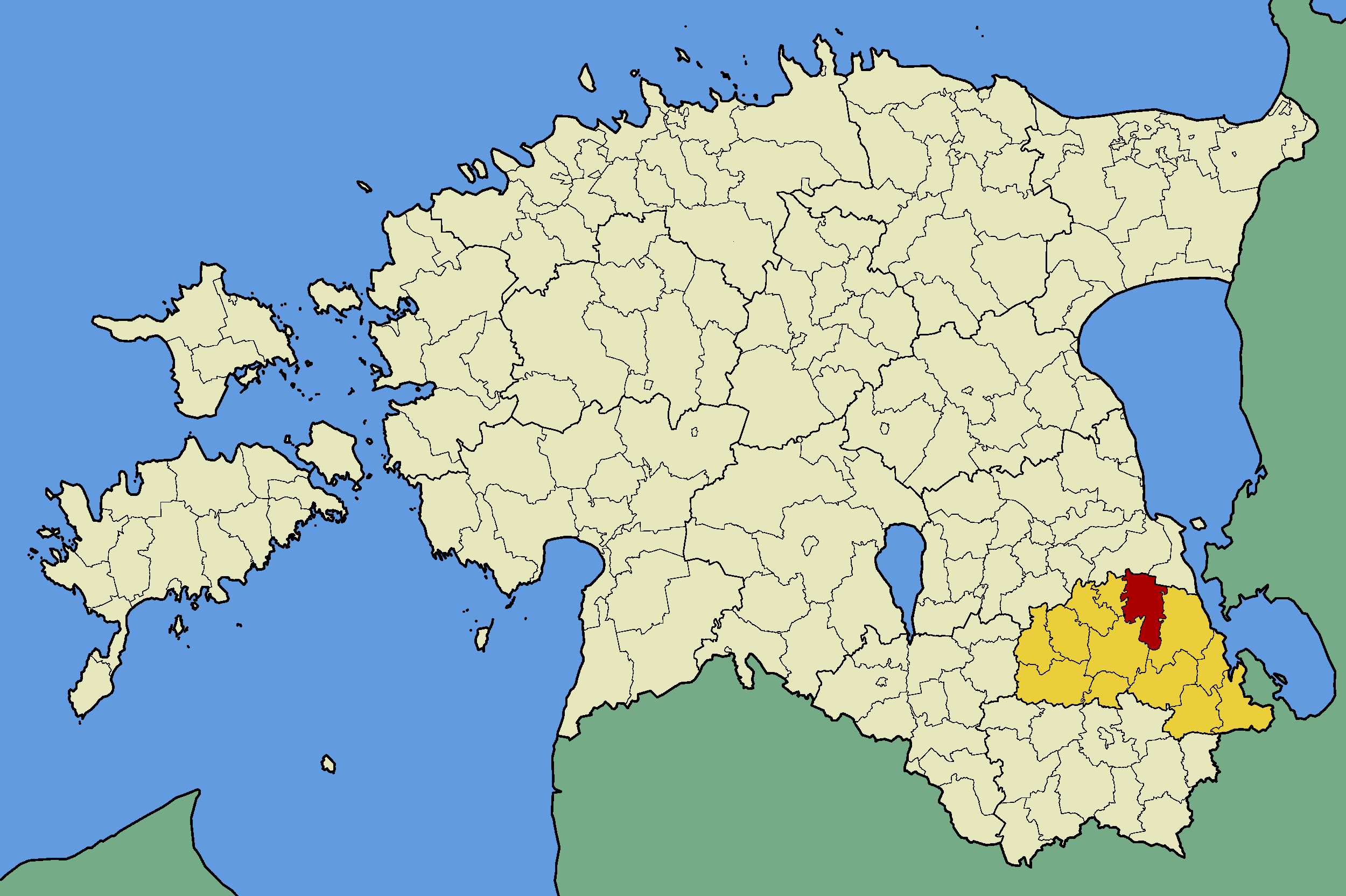
Localisation de l'ancienne commune de Mooste (en rouge) dans le comté de Põlva (en jaune).

Mooste (en estonien : Mooste vald) est une ancienne commune rurale située dans le comté de Põlva en Estonie. 

## Géographie
Elle s'étendait sur une superficie de 185,2 km2 dans le nord du comté.
Elle comprenait le petit bourg de Mooste, ainsi que les villages de Jaanimõisa, Kaaru, Kadaja, Kanassaare, Kastmekoja, Kauksi, Laho, Rasina, Säässaare, Säkna, Savimäe, Suurmetsa, Terepi et Viisli.

## Histoire
À la suite de la réorganisation administrative d'octobre 2017, elle est supprimée et fusionne avec la commune de Põlva.

## Démographie
En 2012, la population s'élevait à 1 428 habitants.